# Ighișu Vechi
Ighișu Vechi – wieś w Rumunii, w okręgu Sybin, w gminie Bârghiș. W 2011 roku liczyła 302 mieszkańców.